# Giovanni Battista Pozzi (graveur, 1670-1752)
Pour les articles homonymes, voir Giovanni Battista Pozzi et Pozzi.
Giovanni Battista Pozzi, né vers 1670 près de Bergame, et mort le 3 octobre 1752 à Rome, est un graveur et médailleur italien.

## Biographie
Giovanni Battista Pozzi est le père de Rocco Pozzi. Il travaille pour le prince Eugène de Savoie et le cardinal Albani.

## Œuvre
- Procession funéraire de Marie-Clémentine Sobieska, 23 janvier 1735, d'après Giovanni Paolo Pannini. Conservé au British Museum[2]